# Socket M
Socket M или mPGA478MT — разъем мобильных процессоров Intel. Был выпущен в 2006 году на смену Socket 479.
Использовался для всех процессоров Intel Core (Solo и Duo), а также для ранних мобильных версий Core 2, для Celeron M серий 4xx и 5xx, для мобильных Pentium Dual-Core и для Xeon LV и ULV c ядром Sossaman.
Socket M несовместим с Socket 478 и Socket P, несмотря на то, что у всех трех разъемов 478 контактов. Совместим с версией Socket 479 для процессоров Intel Core, но электрически несовместим с остальными версиями Socket 479; при этом некоторые электрически несовместимые процессоры для Socket 479 физически вставляются в Socket M, а все процессоры для Socket M вставляются в любой разъем Socket 479, независимо от электрической совместимости.